# Roger Paul
Pour les articles homonymes, voir Paul (patronyme).
Pas d'image ? Cliquez ici

a Compétitions nationales et continentales officielles uniquement.

b Matchs officiels uniquement.
Roger Paul, né le 15 juin 1911 à Sauxillanges (Puy-de-Dôme) et mort le 12 juin 1981 à Clermont-Ferrand (Puy-de-Dôme), est un joueur international français de rugby à XV ayant occupé les postes de talonneur et de pilier à l'AS Montferrand, au Stade clermontois puis à l'US Issoire.
Sa carrière fut d'une longévité exemplaire, surtout liée au club de l'AS Montferrand avec lequel il obtint un palmarès fourni malgré la Seconde Guerre mondiale.
Il était policier.

## Biographie
Roger Paul connaît une cape en équipe de France, le 27 février 1940 face à l'armée britannique.

## Palmarès
- Finaliste du Challenge Yves du Manoir en 1935 avec l'AS Montferrand.
- Finaliste du Championnat de France en 1936 et 1937 avec l'AS Montferrand.
- Vainqueur du Challenge Yves du Manoir en 1938 avec l'AS Montferrand.
- Finaliste de la Coupe de France en 1945 et 1947 avec l'AS Montferrand.